# Reginald Arnold
Reginald Athelstane Arnold (Murwillumbah, Australia, 9 de octubre de 1924-Nerang, Australia, 23 de julio de 2017) fue un ciclista australiano de ruta y principalmente de pista. Ganó dieciséis carreras de seis días, y campeón de Europa de madison en 1957, junto a Ferdinando Terruzzi.

## Palmarés en ruta
- 1953

1.º en la Goulburn-Sydney
- 1954

Vencedor de una etapa de la Sydney-Melbourne
1.º en el Tour de Tasmania

## Palmarés en pista
- 1949

1.º en los Seis días de Nueva York (con Alfred Strom)
- 1950

1.º en los Seis días de Berlín 1 (con Alfred Strom)
1.º en los Seis días de Berlín 2 (con Alfred Strom)
- 1951

1.º en los Seis días de Amberes (con Alfred Strom)
- 1952

1.º en los Seis días de Amberes (con Alfred Strom)
1.º en los Seis días de Londres (con Alfred Strom)
- 1955

1.º en los Seis días de París (con Sid Patterson i Russel Mockridge)
- 1956

1.º en los Seis días de Amberes (con Stan Ockers y Jean Roth)
1.º en los Seis días de Gante (con Ferdinando Terruzzi)
- 1957

Campeón de Europa de Madison (con Ferdinando Terruzzi)
1.º en los Seis días de Amberes (con Ferdinando Terruzzi i Willy Lauwers)
1.º en los Seis días de Dortmund (con Ferdinando Terruzzi)
- 1958

1.º en los Seis días de Gante (con Rik Van Looy)
1.º en los Seis días de Amberes (con Emile Severeyns y Rik Van Steenbergen)
- 1959

1.º en los Seis días de Zúrich (con Walter Bucher)
- 1961

1.º en los Seis días de Milán (con Ferdinando Terruzzi)
1.º en los Seis días de Essen (con Ferdinando Terruzzi)